# マリアナス・トレンチ
マリアナス・トレンチ (Marianas Trench) は、カナダのバンクーバー出身のポップ・ロックバンドである。

## メンバー
ジョッシュ・ランセイ(Josh Ramsay)
- ボーカル、ギター、ピアノ、ドラム担当。
- 生年月日 1985年6月11日（39歳）
- カーリー・レイ・ジェプセンのヒット曲コール・ミー・メイビーの共作者としても知られている。[1]
- 上記の曲は2013年のグラミー賞において最優秀楽曲賞にノミネートされている。

マット・ウェッブ(Matt Webb)
- ギター、ボーカル、ピアノ担当。
- 生年月日 1987年3月12日（38歳）

マイク・アイリー(Mike Ayley)
- ベース、ボーカル担当。
- 生年月日 1980年11月1日（44歳）

イアン・キャセルマン(Ian Casselman)
- ドラム、ボーカル担当。
- 生年月日 1983年7月15日（41歳）
- YAMAHAのドラムを愛用している。

## 来歴

### バンド結成
ボーカルのジョッシュは音楽の教師である母とレコーディングスタジオを所有する父の音楽一家に生まれ、13歳の頃から歌の活動を始めた。のちに姉のサラ達と共に「Ramsay Fiction」と呼ばれるマリアナス・トレンチの前身となるバンドを結成。高校時代にはヘロイン中毒になり退学を余儀なくされ、同時に神経性無食欲症や神経性大食症、うつ病などにも苦しんだ。Ramsay Fictionの活動が思うように進まない中、ジョッシュは高校時代の友人マットと再会。のちに新聞広告でドラマー募集のバンドを探していたイアンを見つけ、連絡を取った。イアンを通して当時彼のルームメイトであったマイクを誘い、4人は「マリアナス・トレンチ」というバンド名で活動を開始した。
2003年1月8日にニッケル・バックのチャド・クルーガーのレーベル604 Recordsと契約を結んだ。

### 2002年-2008年: 「Marianas Trench EP」「Fix Me」
2002年にセルフタイトルEP『Marianas Trench』をリリース。
のち2006年10月3日に1stアルバム『Fix Me』をリリースした。バンドは初め「Fix Me」という曲を収録する予定でいたが、のちにできた「Say Anything」の方がシングルに向いているとして外し、「Fix Me」はアルバムタイトルとして残すことにした。また「Skin & Bones」はジョッシュの神経性無食欲症や神経性大食症について書かれている。

### 2009年-2011年: 「Masterpiece Theatre」
2009年2月24日に2ndアルバム『Masterpiece Theatre』をリリース。コンセプトアルバムになっており、1曲目の「Masterpiece Theatre I」がアルバムの基礎となり6曲目「Masterpiece Theatre II」で広がりを見せ、最後の曲「Masterpiece Theatre III」ではアルバム内全曲の歌詞を引用、リズムやメロディーを取り入れた展開になっている。
2010年11月30日にはMasterpiece Theatreのディレクターズ・カット版をリリース。こちらにはアコースティック版の「Celebrity Status」と「Cross My Heart」、別バージョンの「Good to You" (feat. Jessica Lee)」、またビリー・ジョエルのカバーであるアカペラ曲「And So It Goes」が収録されている。

### 2011年-2013年: 「Ever After」「Face the Music EP」
2011年11月21日に3rdアルバム『Ever After』をリリース。こちらもコンセプトアルバムになっている。バンドは2ndで達成できなかった曲間を全て繋げることに成功し、アルバム全体を通して一つの曲になるように制作した。おもちゃの王国におけるフィクションの冒険物語をベースにした内容になっており、アルバムからのシングル曲「Haven't Had Enough」「Fallout」「Desperate Measures」「Stutter」「By Now」のMVでは全てその物語を追うようなシナリオになっている。
ボーカルのジョッシュはその間レーベルメイトであるカーリー・レイ・ジェプセンのヒット曲「コールミー・メイビー」をプロデュース。この曲は2013年のグラミー賞において最優秀楽曲賞にノミネートされ、彼の成功と共にバンドも広く知られるようになった。
このことが後押しとなり、2013年4月10日にバンドは Cherrytree Recordsとメジャーレーベルインタースコープ・レコードと契約、のち5月14日にEP「Face the Music」をリリースした。

### 2014年-2017年: 「Something Old / Something New EP」「Astoria」
2014年7月29日に「Pop 101" featuring hip hop artist Anami Vice 」をリリース、また12月に2ndシングル「Here's to the Zeros」をリリースした。これらは翌年春にリリースが予定されていた4thアルバムに収録予定だったが、バンドはリリースを秋へ延期し、『Astoria』のリリースが正式に決定された時点で、2曲ともアルバムの雰囲気に合わないとして収録されないことになった。バンドはこれら2曲と『Fix Me』リリース前にレコーディングされていた「Primetime」と「Sicker Things」の4曲を合わせ、『Something Old / Something New』と題したEPを2015年5月26日にリリースした。
2015年10月23日に4thアルバム『Astoria』をリリース。こちらもまたコンセプトアルバムであり全17曲で構成され、うち5曲は映画のサウンドトラックをイメージしたオーケストラによる演奏曲となっている。アルバムタイトルのAstoriaは1985年のアメリカ映画「グーニーズ」の舞台であるオレゴン州のアストリアからきており、アルバムにおいて映画のオマージュもしている。
バンドは『Astoria』2周年である2017年10月23日に一曲目「Astoria」のMVをリリースした。映像はヘイスタック・ロックなどグーニーズの映画が撮影された場所で収録され、グーニーズハウスのオーナーから特別に立ち入り撮影許可を得ることもできた。。

## ディスコグラフィー

### アルバム
| Fix Me              | - 発売日: 2006年10月3日 - レーベル: 604 - フォーマット: CD, DL                                  | — | —  | —   | — | —  | - MC: ゴールド |                                           |                                           |                                           |                                           |                                           |                                           |                                           |                                           |
| Masterpiece Theatre | - 発売日: 2009年2月24日 - レーベル: 604 - フォーマット: CD, DL, LP                              | 4 | —  | —   | — | —  | - MC: プラチナ |                                           |                                           |                                           |                                           |                                           |                                           |                                           |                                           |
| Ever After          | - 発売日: 2011年11月21日 - レーベル: 604, Universal - フォーマット: CD, DL, LP                  | 8 | —  | 100 | 5 | 48 | - MC: プラチナ |                                           |                                           |                                           |                                           |                                           |                                           |                                           |                                           |
| Astoria             | - 発売日: 2015年10月23日 - レーベル: 604, Cherrytree, Interscope - フォーマット: CD, CS, DL, LP | 2 | 56 | 53  | — | —  | - MC: ゴールド |                                           |                                           |                                           |                                           |                                           |                                           |                                           |                                           |
| Phantoms            | - 発売日: 2019年3月1日 - レーベル: 604 - フォーマット: CD, DL,                                  | — | —  | —   | — | —  |                | "—"は未発売またはチャート圏外を意味する。 | "—"は未発売またはチャート圏外を意味する。 | "—"は未発売またはチャート圏外を意味する。 | "—"は未発売またはチャート圏外を意味する。 | "—"は未発売またはチャート圏外を意味する。 | "—"は未発売またはチャート圏外を意味する。 | "—"は未発売またはチャート圏外を意味する。 | "—"は未発売またはチャート圏外を意味する。 |

### EPs
| タイトル                                  | アルバム詳細                                                                                 | チャート最高位 |
| タイトル                                  | アルバム詳細                                                                                 | US Heat        |
| ----------------------------------------- | -------------------------------------------------------------------------------------------- | -------------- |
| Marianas Trench                           | - 発売日: 2002年11月2日 - レーベル: 604 - フォーマット: CD, DL                               | —              |
| Face the Music                            | - 発売日: 2013年5月10日 - レーベル: 604, Cherrytree, Interscope - フォーマット: CD, DL       | 43             |
| Something Old / Something New             | - 発売日: 2015年5月26日 - レーベル: 604, Cherrytree, Interscope - フォーマット: DL, 7" vinyl | —              |
| "—"は未発売またはチャート圏外を意味する。 |                                                                                              |                |

## ミュージックビデオ
| 年   | 曲                   | ディレクター                    |
| ---- | -------------------- | ------------------------------- |
| 2006 | Say Anything         | Kyle Davison and Brendan Steacy |
| 2006 | Decided to Break It  | Kyle Davison and Chris Sargent  |
| 2007 | Shake Tramp          | Kyle Davison and Chris Sargent  |
| 2008 | Cross My Heart       | Colin Minihan and Tony Mirza    |
| 2009 | All to Myself        | Colin Minihan and Tony Mirza    |
| 2009 | Beside You           | RT!                             |
| 2010 | Celebrity Status     | Colin Minihan and Tony Mirza    |
| 2010 | Good to You          | Colin Minihan                   |
| 2011 | Haven't Had Enough   | Kyle Davison                    |
| 2012 | Fallout              | Kyle Davison                    |
| 2012 | Desperate Measures   | Kyle Davison                    |
| 2012 | Stutter              | Kyle Davison                    |
| 2013 | By Now               | Kyle Davison                    |
| 2014 | POP 101              | Kyle Davison                    |
| 2015 | Here's to the Zeros  | Kyle Davison and Josh Ramsay    |
| 2015 | One Love             | Kyle Davison                    |
| 2016 | This Means War       | Anthony Chirco                  |
| 2016 | Who Do You Love      |                                 |
| 2017 | Shut up and Kiss Me  |                                 |
| 2017 | Astoria              |                                 |
| 2018 | Rhythm of Your Heart |                                 |
| 2018 | I Knew You When      |                                 |
| 2019 | Glimmer              |                                 |
| 2019 | Don't Miss Me?       |                                 |